# Brachydesmus umbraticus
Brachydesmus umbraticus är en mångfotingart som beskrevs av Karl Wilhelm Verhoeff 1929. Brachydesmus umbraticus ingår i släktet Brachydesmus och familjen plattdubbelfotingar. Inga underarter finns listade i Catalogue of Life.